# Palazzolo Acreide
Palazzolo er en italiensk by (og kommune) i regionen Sicilien i Italien, med omkring 8.101(2023) indbyggere.  